# Susan Kohner
Susan Kohner właśc. Susanna Kohner (ur. 11 listopada 1936 w Los Angeles) – amerykańska aktorka filmowa i telewizyjna.
W 1959 wcieliła się w rolę księżniczki Fary w nominowanym do trzykrotnego Oscara filmie The Big Fisherman, w reżyserii Franka Borzage.

## Wybrana filmografia
- 1955: Do piekła i z powrotem
- 1956: Ostatni wóz
- 1959: The Big Fisherman
- 1959: Zwierciadło życia

## Nagrody
- Złoty Glob Najlepsza aktorka drugoplanowa: 1960 Zwierciadło życia